# Haus zur Flora

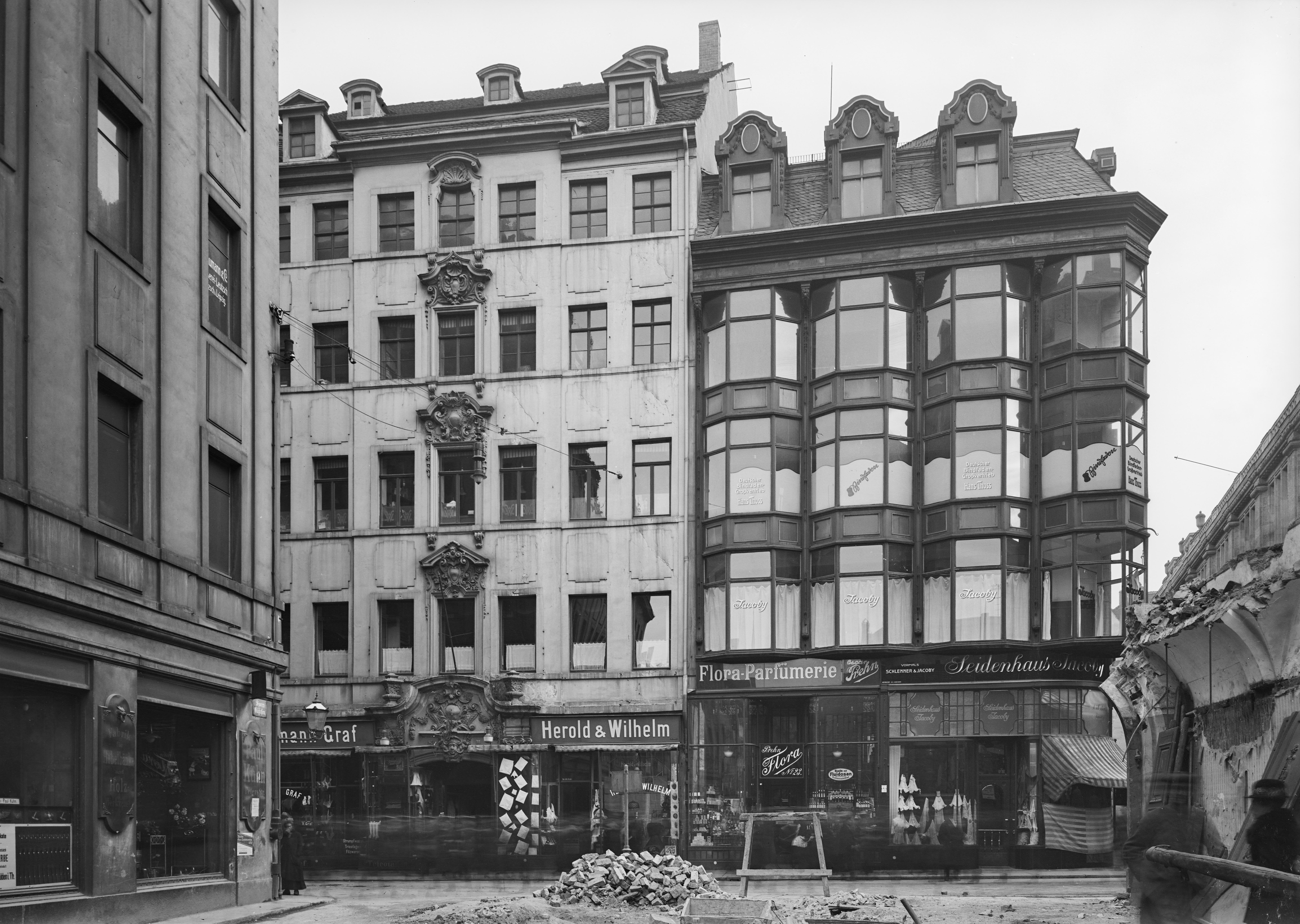
Front des Hauses zur Flora nach der Petersstraße, ca. 1919

Das Haus zur Flora war ein typisches Geschäfts- und Messehaus in der Leipziger Innenstadt. Nach den dort befindlichen Prehnschen Parfümerien wurde das Haus „zur Flora“ benannt. Von 1906 bis 1943 stand es an der Ecke Petersstraße 23 / Preußergäßchen 1.

## Die Errichtung des Hauses
Nach dem Abriss des Vorgängerbaus im Jahre 1905 wurde das Haus 1906 fertiggestellt. Erbauer war der Kaufmann Oskar Prehn, der hier eine Parfümerie betrieb und Räume zur Leipziger Messe vermietete. Sein Name war über der Eingangstür im Preußergäßchen eingemeißelt („Prehn zur Flora“).

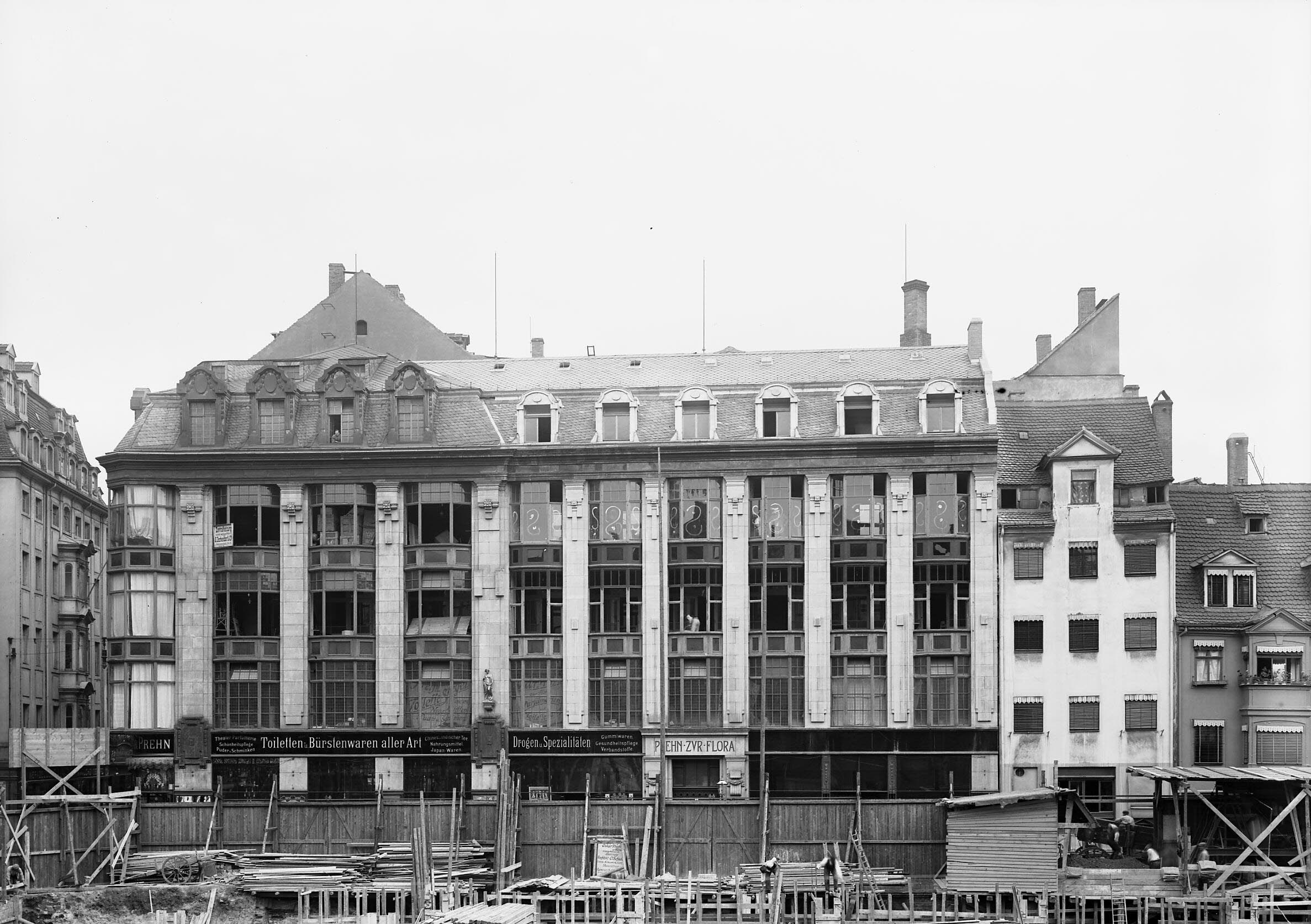
Seitenansicht des Hauses zur Flora über das Preußergäßchen, ca. 1913

Das Haus war ein vierstöckiger Bau mit Mansarddach und Bogengauben. Es handelte sich um einen Stahlträgerbau mit Betondecken und gemauerten Wänden. Die Fronten wurden mit den typischen trapezförmigen Leipziger Fenstererkern ausgestaltet, die zum Preußergäßchen durch sparsam verzierte Lisenen getrennt wurden, an deren einer eine Frauenfigur stand (möglicherweise namensgebend). Der Architekt des Hauses war Karl Nelander.
Das Grundstück nahm 465 m2 ein, wovon 449 m2 bebaut waren. Die Länge der Fronten zur Petersstraße bzw. zum Preußergäßchen betrugen etwa 12 bzw. 36 Meter.
Während der Errichtung des Kaufhauses Althoff in den Jahren 1912–1914 hatte man die einzigartige Gelegenheit, über die Baustelle hinweg die Front des Hauses zur Flora zum Preußergäßchen in voller Breite zu sehen, siehe Foto rechts.

## Nutzung, Besitzwechsel, Zerstörung und Abbruch des Hauses
Das Geschäftshaus oder (wie man es damals auch bezeichnete) „Meßhaus“ zur Flora wurde bis mindestens 1926 für die Vermietung von Messeständen an Aussteller der Leipziger Mustermesse in allen Etagen verwendet.

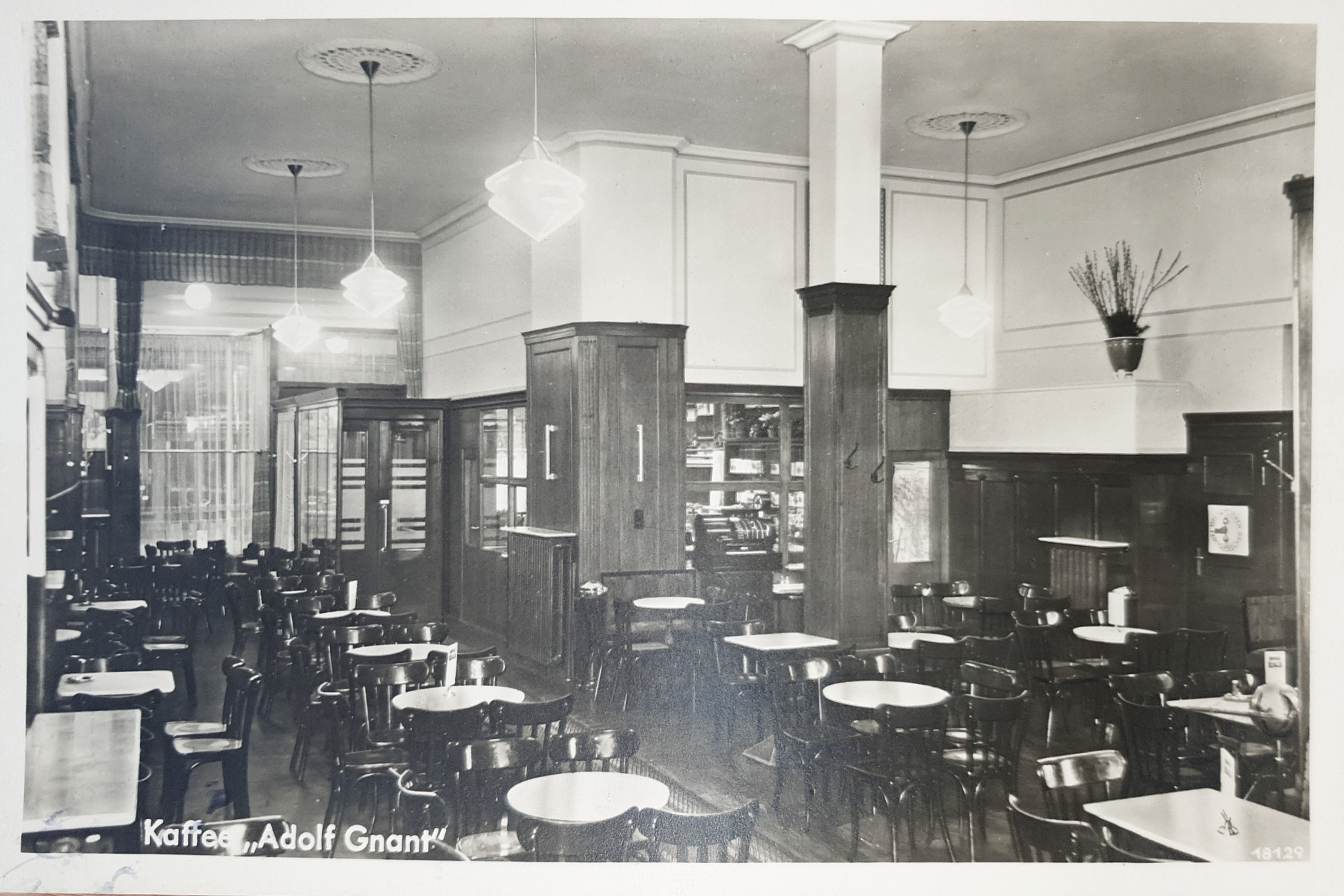
Innenansicht Kaffeehaus Gnant, Erdgeschoss
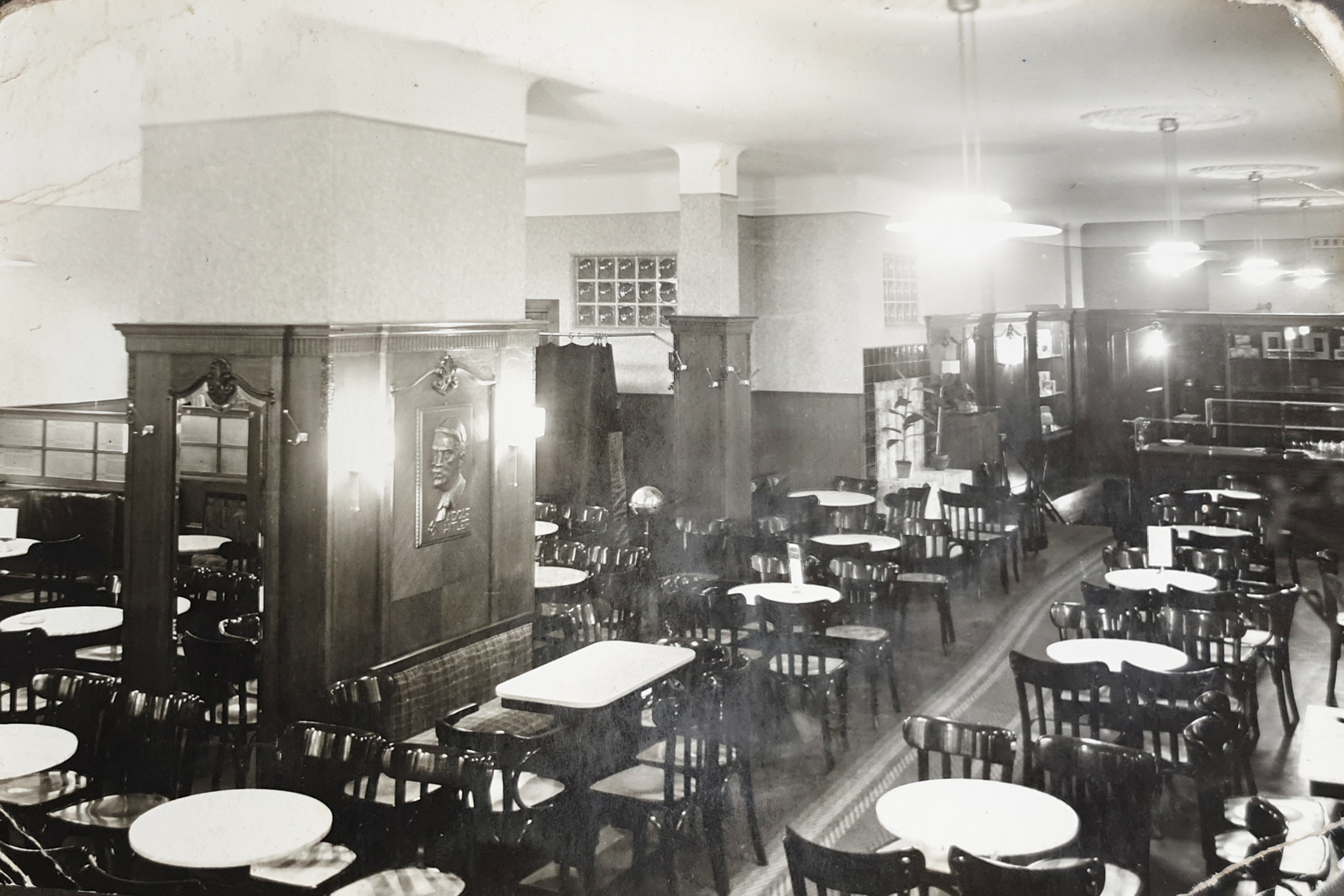
Innenansicht Kaffeehaus Gnant, 1. Obergeschoss
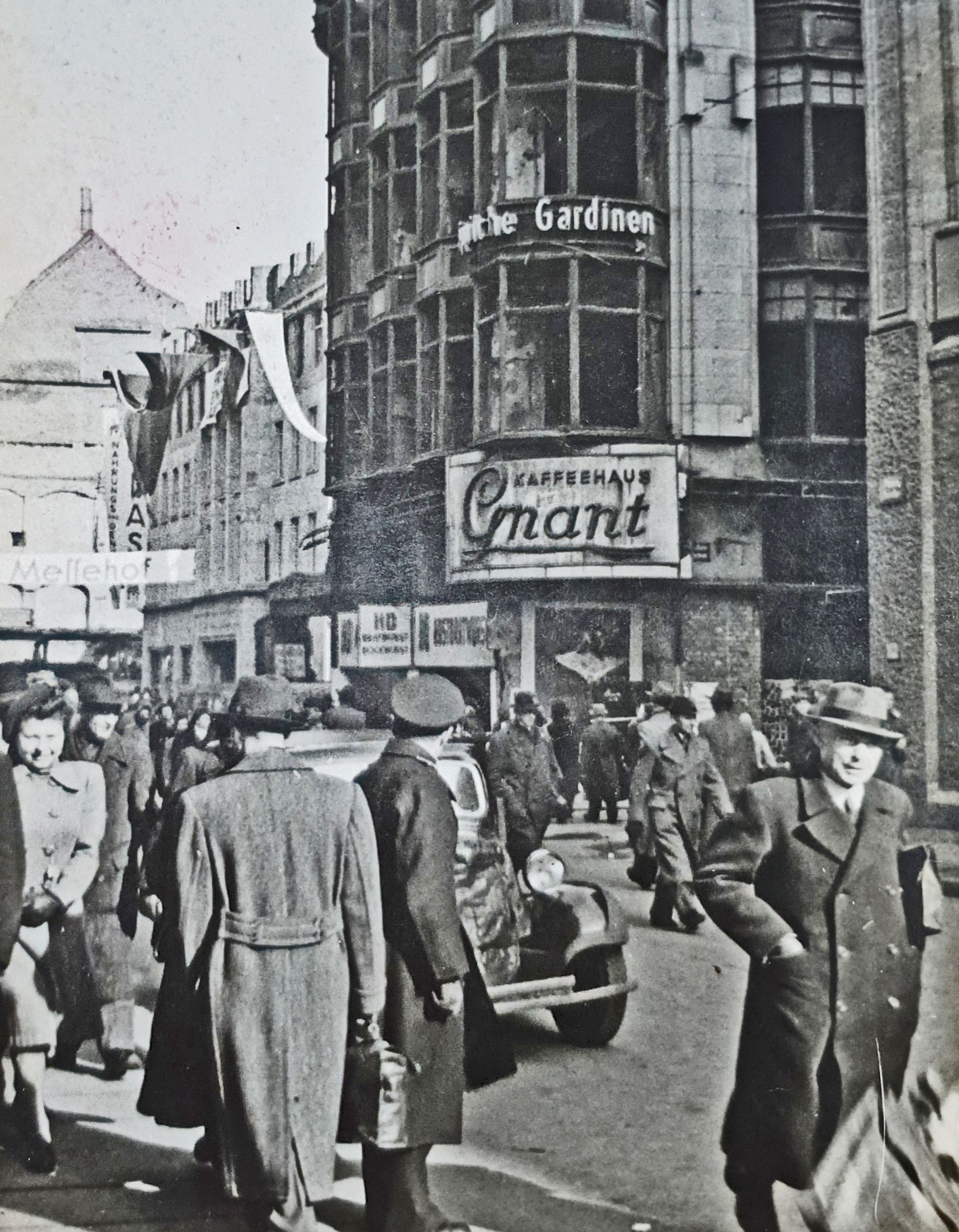
Hausruine mit HO-Imbiss 1952

1937 erwarb der Konditor Adolf Gnant das Haus. 1938 verlegte er sein Café, das sich bislang in der Petersstraße 37 befand, in das Haus zur Flora. Das „Kaffeehaus Gnant“ nahm die ersten beiden Stockwerke ein. Eine Vermietung des Hauses zur Leipziger Messe fand nicht mehr statt.
Am 4. Dezember 1943 brannte das Haus bei dem verheerenden britischen Bomberangriff auf Leipzig vollständig aus, ohne selbst von Bomben getroffen worden zu sein.
Verschiedene Bemühungen zum Wiederaufbau blieben erfolglos. Im Erdgeschoss der Ruine siedelte ab 1947 eine private Fleischerei, bald jedoch die HO mit einem Imbissangebot. 1954 wurde die Ruine bis auf die Oberkante Erdgeschoss abgerissen. Gleichzeitig setzte man die Front des Hauses zur Verbreiterung der Petersstraße um ca. 7 Meter zurück. 1958 wurden auch die letzten Ruinenreste abgerissen.

## Nutzung des Grundstückes nach Abbruch des Hauses
In der Folgezeit blieb das Grundstück unbebaut. In den 1970er Jahren etablierte sich hier und auf angrenzenden Grundstücken der zentrale Leipziger Obst- und Gemüsemarkt, bald auch mit festen Verkaufsständen.

## Neubebauung nach 1989

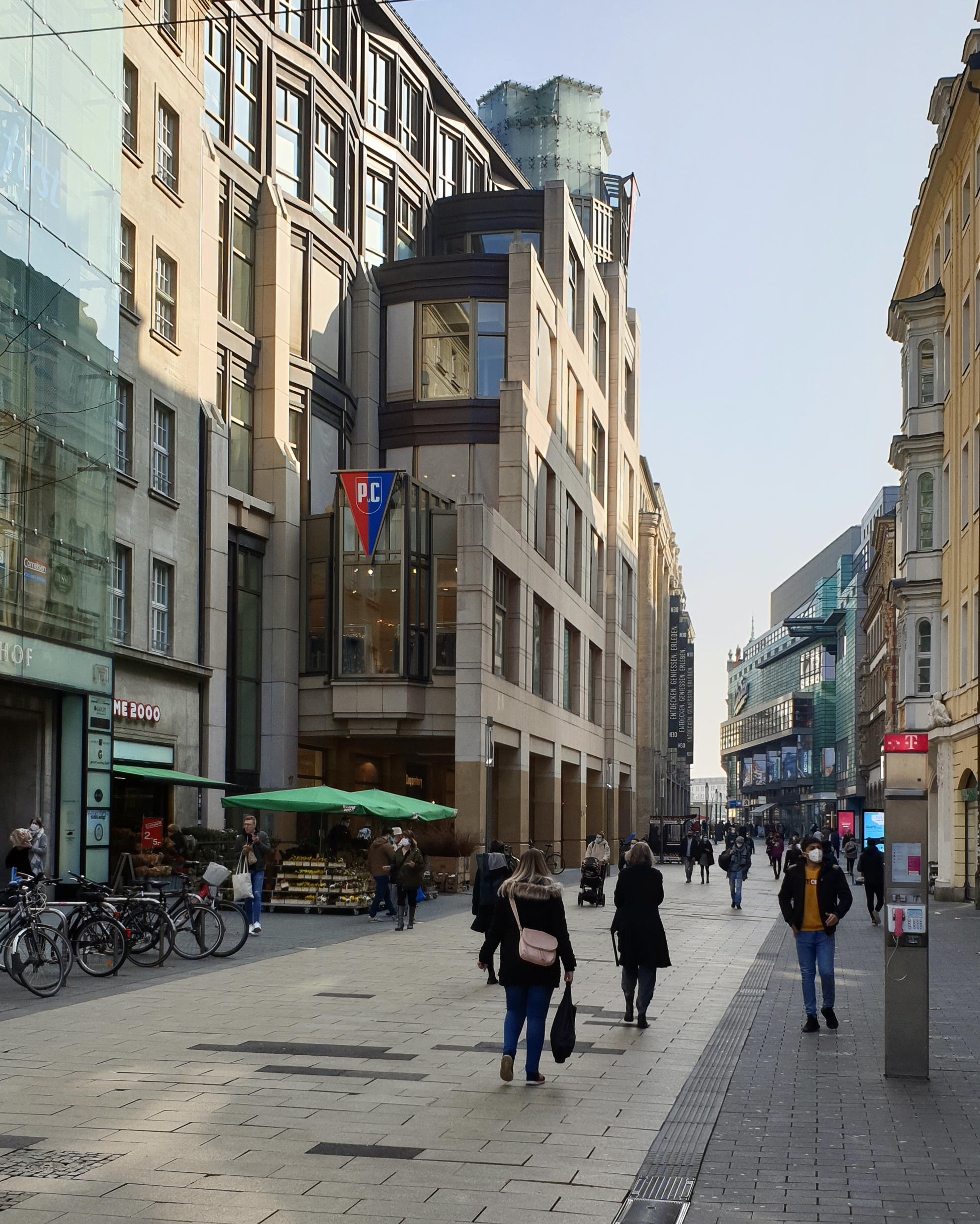
P&C-Gebäude von Petersstraße aus
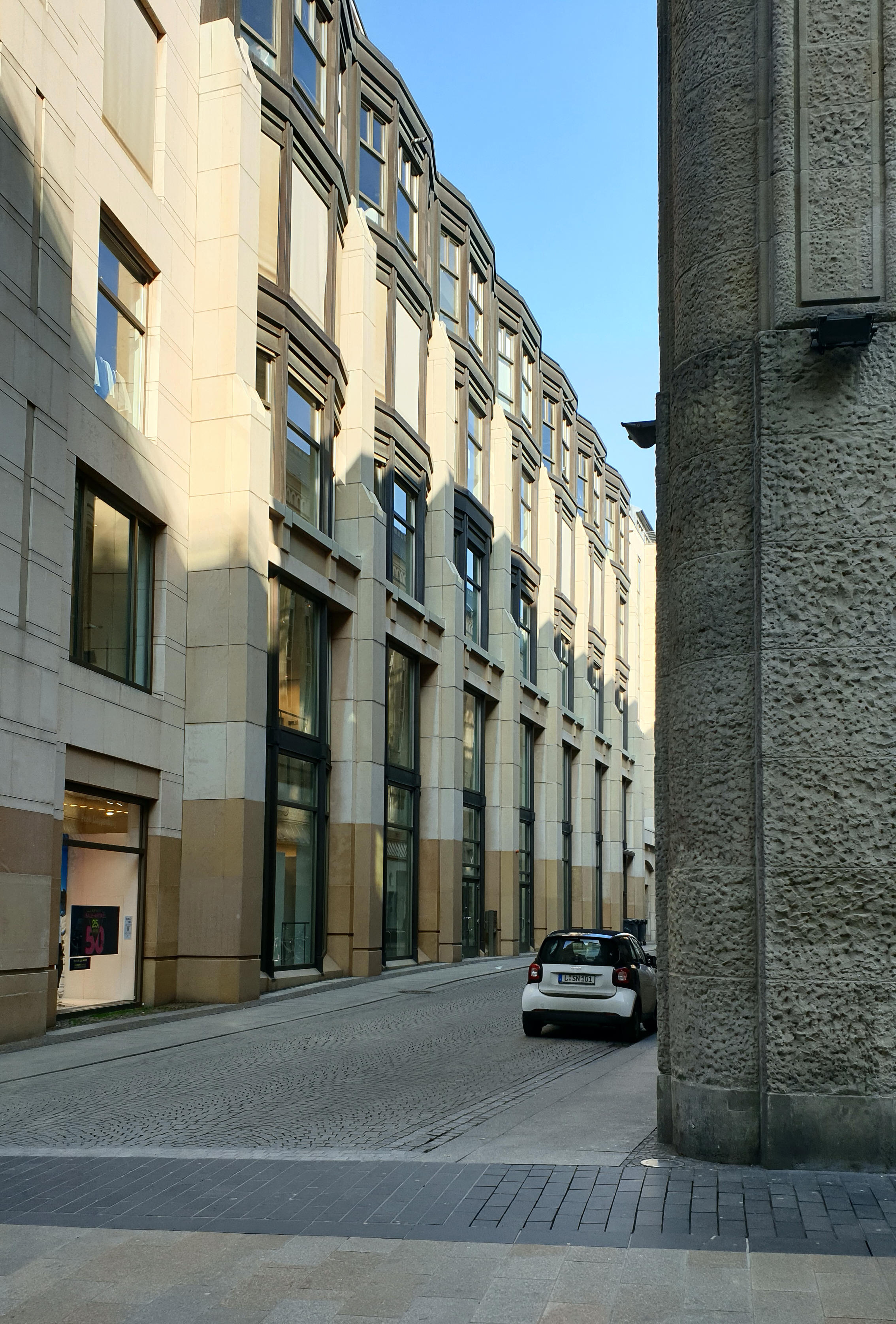
P&C-Gebäude von Preußergäßchen aus

1991 erwarb Peek & Cloppenburg das gesamte Areal und eröffnete 1994 ein Bekleidungshaus mit fünf Etagen. Der Entwurf stammt vom Architekten Charles Moore und seinen Partnern. Als Bezug zum Haus zur Flora sind die Fensterfronten wieder als trapezförmige Erker ausgestaltet. Zudem verweist ein treppenförmig abfallender Gebäudeteil auf die ehemalige Baufront.